# Mary Frances Sherwood Hopkins Searles
Mary Frances Sherwood Hopkins Searles (* 8. März 1818 in New York City; † 25. Juli 1891 in Methuen (Massachusetts)) war eine US-Amerikanerin, die nacheinander zwei Millionäre heiratete, zu den reichsten Frauen der USA gehörte und dadurch in die Lage gelangte, ihre architektonischen Interessen auszuleben.

## Leben
Mary Frances Sherwood wurde als Tochter des Schulleiters William Sherwood und seiner Frau Lydia Ann in New York City geboren. Sie wurde an der Kellogg Terrace School in Great Barrington erzogen. Ihren ersten Ehemann, den späteren Eisenbahntycoon Mark Hopkins (1813–1878), heiratete sie am 22. September 1854 als Angehörige der Presbyterian Church in New York City. Mark Hopkins war ihr Cousin ersten Grades. Das Ehepaar Hopkins blieb kinderlos, lebte zunächst lange Zeit in Sacramento und die letzten vier Jahre der Ehe in San Francisco.

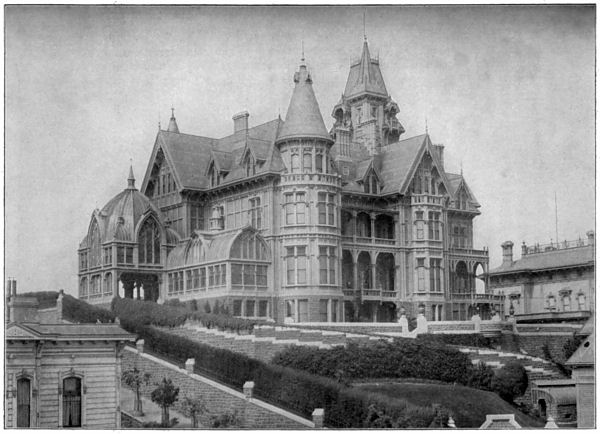
Das Wohnhaus in San Francisco

Schon in dieser ersten Ehe zeigte Mary Frances Sherwood Interesse an prunkvollen Immobilien. Auf ihre Initiative hin wurde in San Francisco ein riesiges Wohnhaus errichtet, dessen Fertigstellung Mark Hopkins nicht mehr erlebte. Das Bauwerk wurde erst 1880 fertiggestellt, von Herter Brothers ausgestattet und später vom San Francisco Art Institute genutzt. Es fiel 1906 dem verheerenden Erdbeben von San Francisco zum Opfer. Zum Erbe aus der Ehe mit Mark Hopkins gehörte ein Teil des Kellogg Terrace House in Great Barrington, das Mary Frances Sherwood nach dem Tod ihres Gatten als ihre Sommerresidenz herrichten ließ.

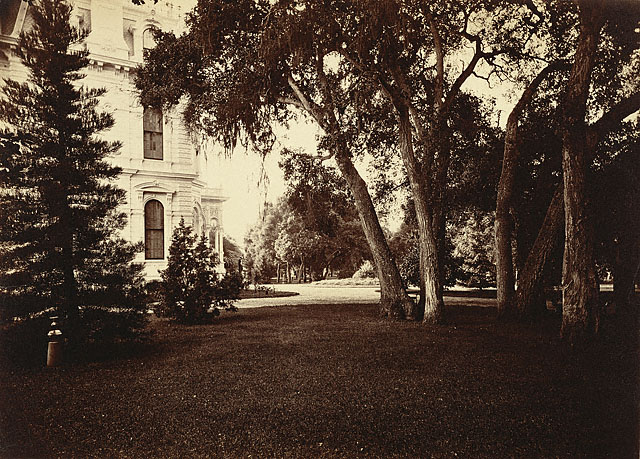
Sherwood Hall

Einen „Altbau“ in Menlo Park, den Mary Frances Sherwood zeitweise besaß, Sherwood Hall, übergab sie anlässlich ihrer zweiten Eheschließung an ihren Adoptivsohn Timothy (1859 – 1936), den leiblichen Sohn ihrer langjährigen Haushälterin Catherine Marston. Am 7. November 1887 heiratete die reiche Erbin den über zwanzig Jahre jüngeren Edward Francis Searles (1841 – 1920), der bei Herter Brothers arbeitete. Näher gekommen war sich das Paar bei der Planung eines weiteren prunkvollen Bauwerks, des später so genannten Searles Castle in Great Barrington auf dem Grundstück der Kellogg Terrace, die Mary Sherwood seit 1881 ganz gehörte. Das Bauwerk im französischen Chateaustil wurde 1888 fertiggestellt und diente dem Ehepaar als Wohnsitz. Die Kosten für dieses Gebäude betrugen rund 2,5 Millionen Dollar. Heute ist es Sitz der John Dewey Academy, einer Institution für problematische Jugendliche. Die Zukunft des Gebäudes ist ungewiss. Auch auf Block Island besaß Mary Frances Sherwood ein pompöses Gebäude.
Den letzten Teil ihres Lebens verbrachte Mary Frances Searles auf dem Anwesen Pine Lodge in Methuen. Ihr Gatte hatte sie dorthin übersiedeln lassen, nachdem sie erkrankt war. Am 25. Juli 1891 verstirbt sie auf Pine Lodge.
Edward Francis Searles erhielt nach ihrem Tod den Großteil des Erbes, wohingegen der Adoptivsohn Timothy, der Mary Frances Sherwoods Nichte, eine Miss Crittenden, geheiratet hatte, nur einen geringen Anteil bekam. Um das Erbe entbrannte ein längerer Rechtsstreit. Unter anderem ließ Searles mit dem geerbten Geld die Methuen Memorial Music Hall bauen.

## Mary Frances Sherwood Hopkins Searles als Mäzenin
In einem Nachruf auf Mary Frances Sherwood ist zu lesen, sie sei vielen Menschen „unsympathetic and hard“ erschienen. Der Bericht fährt fort: „She said little about her benefactions; but they were many and bountiful […]“ und „music, sculpture and painting have received millions from her purse.“
Mary Frances Sherwood unterstützte zunächst die Congregational Church und stiftete der Gemeinde in Great Barrington unter anderem eine Kirchenorgel im Wert von 30.000 Dollar, überwarf sich aber später mit der Gemeinde und trat der Episcopal Church bei.